# Кастільйоне-д'Орчія
Кастільйоне-д'Орчія (італ. Castiglione d'Orcia) — муніципалітет в Італії, у регіоні Тоскана,  провінція Сієна.
Кастільйоне-д'Орчія розташоване на відстані близько 145 км на північний захід від Рима, 95 км на південь від Флоренції, 45 км на південний схід від Сієни.

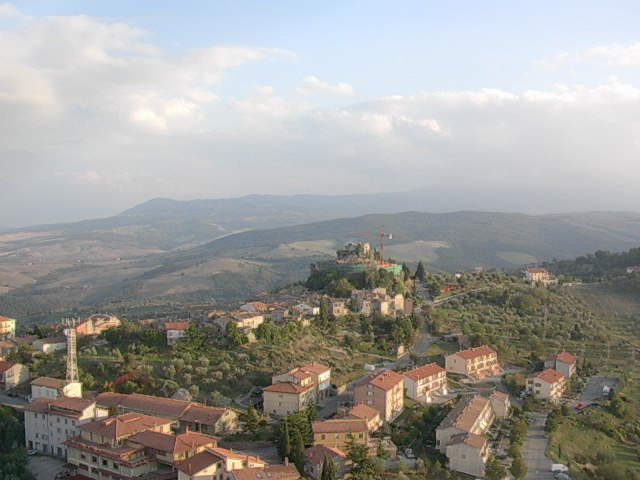

Населення — 2400 осіб (2014).

## Демографія
Населення за роками:

Станом на 1 січня 2023 року в муніципалітеті офіційно проживало 207 іноземців з 25 країн, серед них 111 громадян країн Євросоюзу та 2 громадяни України.

## Сусідні муніципалітети
- Аббадія-Сан-Сальваторе
- Кастель-дель-П'яно
- Монтальчино
- П'єнца
- Радікофані
- Сан-Куїрико-д'Орча
- Седжано